# Силай, Иляна
Иляна Силай (рум. Ileana Silai; 14 октября 1941, Клуж-Напока — 27 июня 2025) — румынская легкоатлетка, призёр Олимпийских игр, чемпионка Европы. В замужестве носила фамилию Джерджели (рум. Gergely).
Родилась в 1941 году в Клуже. В 1968 году завоевала серебряную медаль на дистанции 800 м на Олимпийских играх в Мехико. В 1971 и 1972 годах становилась серебряным призёром чемпионата Европы на дистанции 800 м. В 1972 году приняла участие в Олимпийских играх в Мюнхене, но там стала лишь 6-й. В 1976 году участвовала в Олимпийских играх в Монреале, но не дошла до финалов. В 1978 году стала чемпионкой Европы на дистанции 1500 м. В 1979 году была уличена в использовании стероидов и дисквалифицирована на 18 месяцев, но 8 месяцев спустя дисквалификация была снята «по гуманным соображениям», чтобы спортсменка смогла принять участие в Олимпийских играх в Москве, на которых она стала 8-й на дистанции 1500 м.
Награждена в 2000 году крестом «За верную службу» I степени.
Умерла 27 июня 2025 года в возрасте 83 лет.